# Sint-Veerleplein
La Sint-Veerleplein est une place de la ville belge de Gand. La place porte le nom de Pharaïlde (en néerlandais : Veerle), sainte patronne de Gand.

## Situation
La place est dominée du côté nord par le château des comtes de Flandre (Gravensteen). Derrière les bâtiments coulent, à l'ouest de la place, la Lieve et, au sud, la Lys. À l'est se trouve le quartier de Patershol (nl). 

## Historique

### Sint-Veerlekerk
En 1212, la Sint-Veerlekerk (église Sainte-Pharaïlde) est érigée au sud de la place actuelle, d'où la place tire son nom. Elle est ordonnée le 30 juin 1216 et servie par des chanoines. Cette église était l'église de cour des comtes de Flandre. Des restes du mur et des tombes ont été découverts lors de travaux de rénovation en 2007 du Oude Vismijn (nl) . Entre 1190 et 1225, Sint-Veerle reçoit des droits paroissiaux, ce qui a permis aux gens d'être enterrés ici. Pourtant, seules les comtes et autres hauts fonctionnaires du Gravensteen ont trouvé leur dernier lieu de repos ici. L'église est démolie en 1581.

### Site d'exécution
De 1407 jusqu'à la fin du XVIIIe siècle, la place sert de lieu de justice pour les criminels. C'est le seul lieu d'exécution pour les faussaires en Flandre, ce qui s'explique par l'emplacement de la monnaie du comté, qui se trouve dans le Gravensteen voisin. Les faussaires sont jetés dans un chaudron d'huile ou d'eau bouillante. Le 17 mars 1540, neuf des chefs de la révolte de Gand sont décapités ici sur ordre de Charles Quint. Cinq autres suivent le 4 mai. Jean de Hembyse, l'un des dirigeants de l'éphémère République de Gand, subit le même sort le 4 août 1584.

### Sire de Maldegem
Sire Gheleyn van Maldeghem, qui avait violé les privilèges des habitants de Gand, a dû remplacer les quatre poteaux en bois qui délimitaient le Groentenmarkt (nl) voisin en guise de punition. Les nouvelles colonnes sont placées sur un piédestal octogonal et couronnées d'un lion portant un drapeau de Gand, de Flandre, de Bourgogne et d'Autriche. En 1782, ils ont disparu des rues.
Lors de l'exposition universelle de 1913 à Gand, une colonne de lion tenant la bannière gantoise est créée : le lion est l'œuvre du sculpteur Oscar Sinia (nl), tandis que la colonne est conçue par Valentin Vaerwyck. En 1926, la colonne trouve finalement sa place sur la Sint-Veerleplein.

### Marché aux légumes
La place sert de marché aux légumes jusqu'au début du XXe siècle. Les bâtiments importants autour de la place sont restaurés en 1913 pour l'Exposition universelle.

## Bâtiments
- Le Gravensteen côté nord
- L'entrée monumentale de l'Oude Vismijn est située du côté sud-ouest
- Certaines maisons de la place sont des monuments protégés (n°2, 9, 12 et 13).

## Galerie

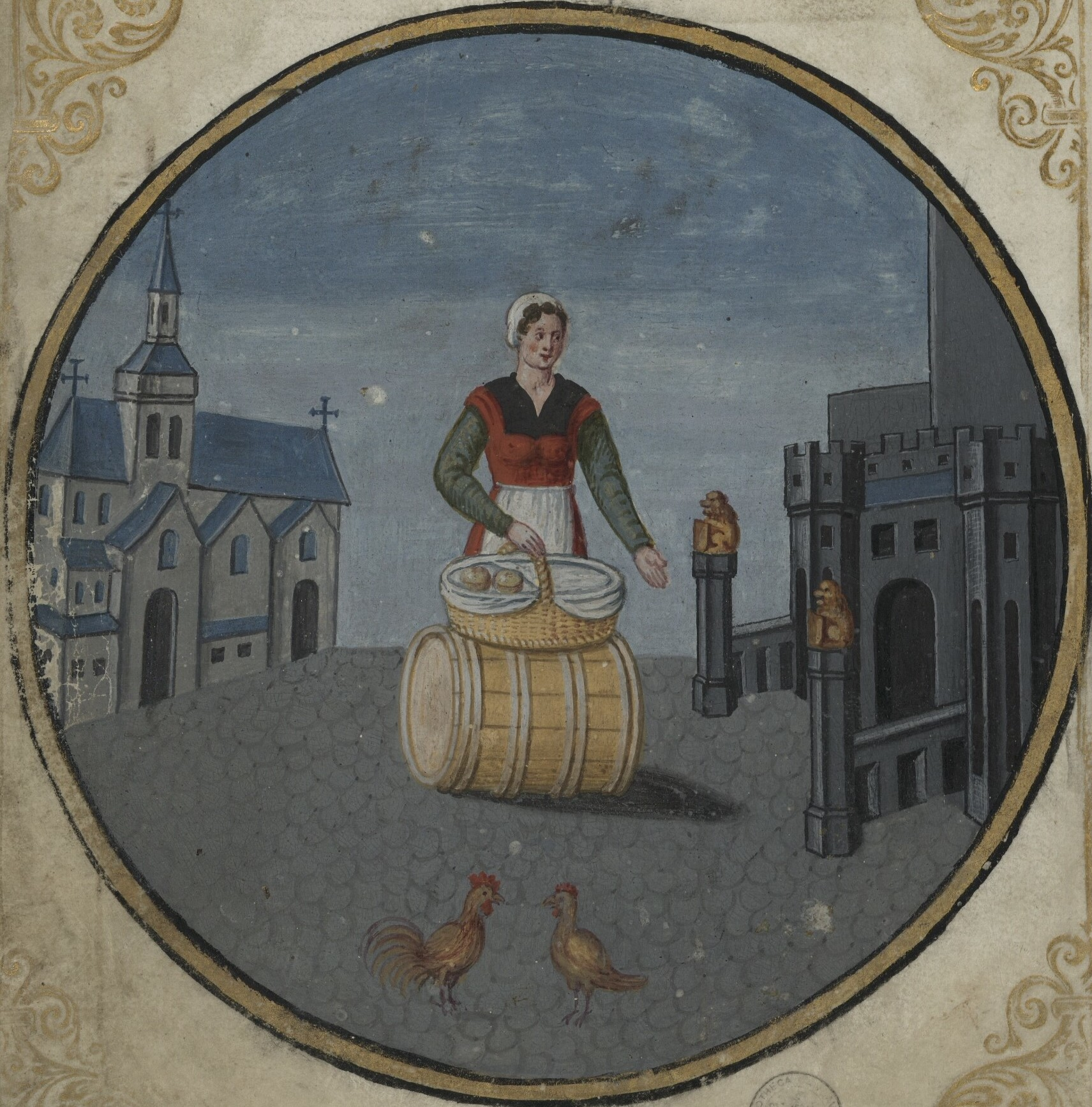
La place représentée en 1624.
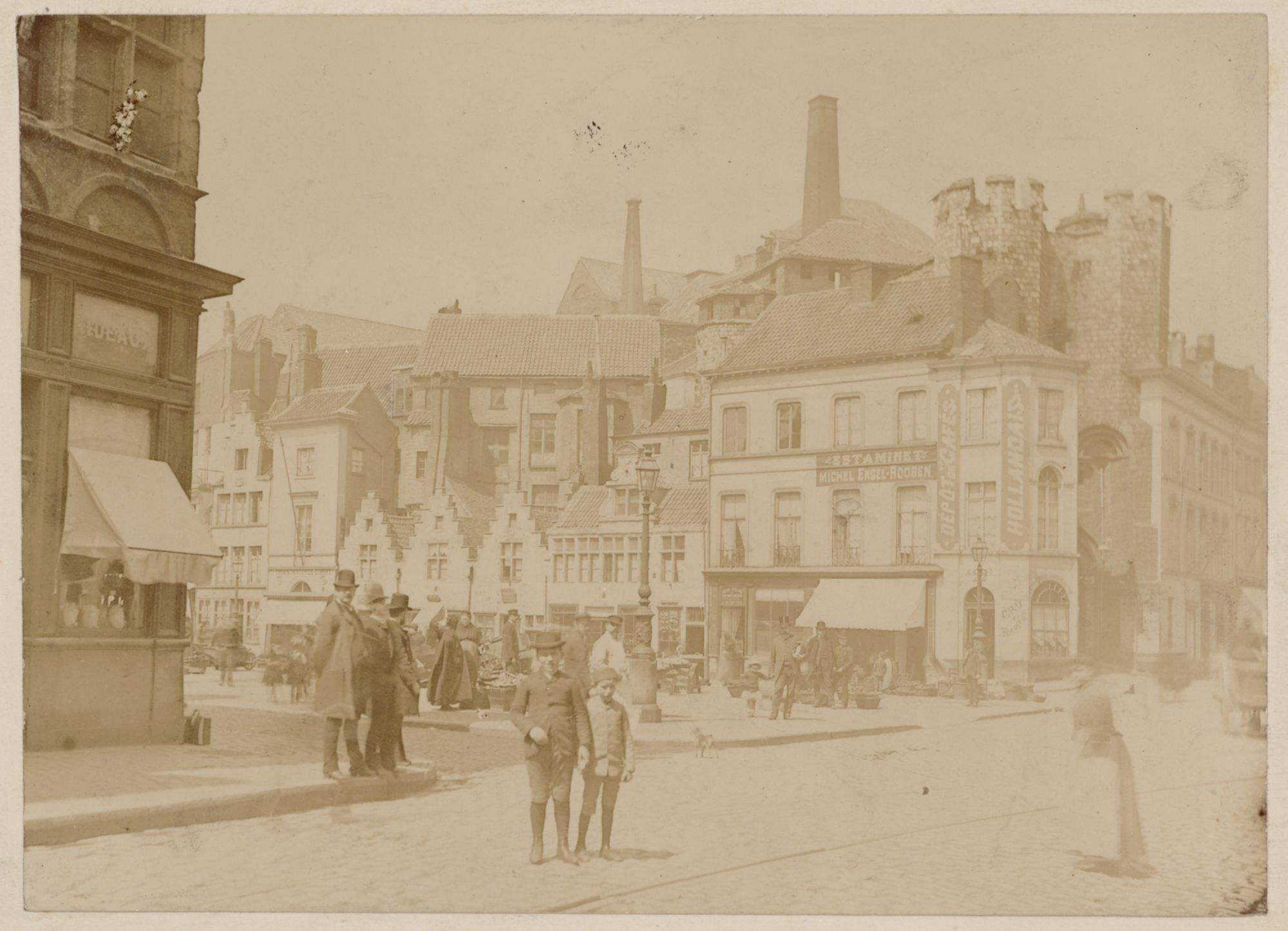
La place vers 1880-1890.
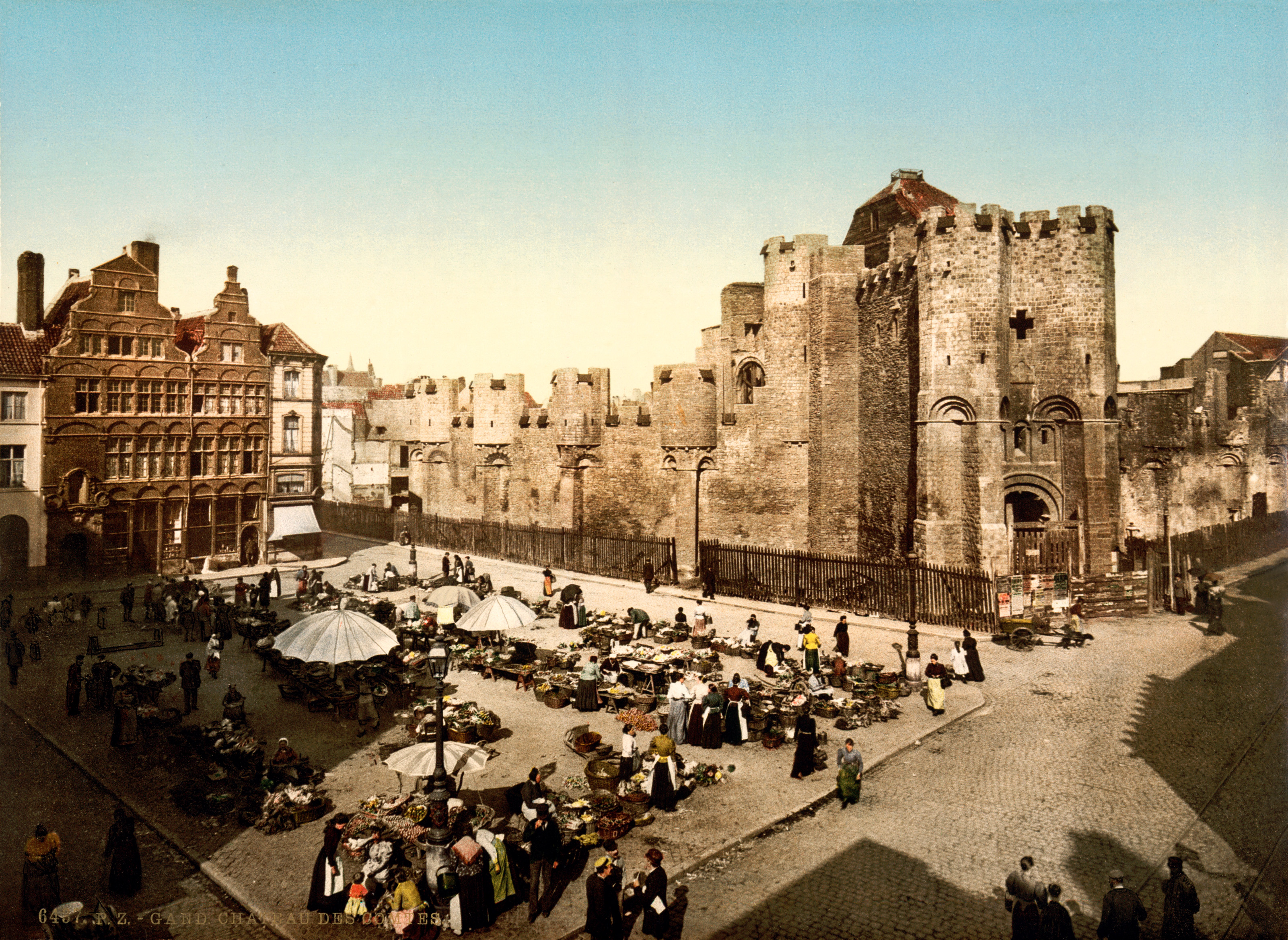
La place à la fin du XIXe siècle.